# 柳みゆき
柳 みゆき（やなぎ みゆき、1938年 - 2002年10月19日）は、元女子プロレスラー。

## 人物
1955年、当時の全日本女子プロ・レスリング協会に入門。同期に吉葉礼子、山口洋子姉妹と巴ゆき子。
その後は日本女子プロレスを経て、1968年に全日本女子プロレス旗揚げに参加。岡田京子とのタッグで9月1日にAGWAインターナショナルタッグ王座を獲得。同王座には京愛子とのタッグでも君臨している。
AGWA王座の後継たるWWWA世界タッグ王座にも1974年に赤城マリ子とのタッグで獲得した。覆面レスラー「マスクド・キラー」としても活躍。
1977年に現役引退した後はレフェリーに転向。タイトルマッチを含む多くの試合を裁き、全女の名レフェリーとして活躍。1998年には女子プロレス殿堂に表彰された。
2002年10月19日、多発性硬化症のため死去。

## 獲得タイトル
- AGWAインターナショナルタッグ王座
- AGWA US王座
- WWWA世界タッグ王座